# Bestandsformaat
Een bestandsformaat, of bestandsindeling, is de manier waarop de informatie in een computerbestand binair gecodeerd is. Het bestandsformaat legt vast met welke syntaxis en semantiek de informatie in een reeks enen en nullen wordt vastgelegd en teruggelezen kan worden. De kennis van het formaat is essentieel voor het interpreteren van de gegevens. Gewoonlijk is de kennis vastgelegd in de broncode van een computerprogramma zodat de gebruiker hiervan niets hoeft te weten.

## Namen en extensies
Gangbare besturingssystemen en applicaties maken bij het lezen van een bestand gebruik van meta-gegevens en/of van kenmerken van de data in het bestand en/of van de naam van een bestand om te achterhalen welk bestandsformaat gebruikt is. In het laatste geval wordt veelal een kenmerkende bestandsextensie gebruikt, dat wil zeggen een afkorting na de laatste punt in de bestandsnaam zoals ".exe of ".db".  Meta-gegevens kunnen bijvoorbeeld gebruikmaken van de MIME-techniek om eenduidig de vorm van de data in een bestand te beschrijven.

## Tekst en binair
In feite zijn alle bestanden binair. In de tijd van de eenvoudige tekstcoderingen, bijvoorbeeld volgens ASCII, konden de bits in een bestand nog als kleine groepen met een vaste lengte gelezen worden. Deze groepen bits stonden tezamen voor een getal, in het geval van ASCII tussen 1 en 127, dat direct met een teken overeenkwam. 
Een tekstbestand bevat overwegend getallen boven de 31, de lettertekens, in een zinvolle volgorde. Een binair bestand bevat alle tekens, in het geval van ASCII dus ook de stuurcodes, en doorgaans in een volgorde die pas zinvol blijkt, wanneer men de definitie van het bestandsformaat kent.
Met de opkomst van Unicode is het verschil tussen binaire en tekstbestanden niet zo eenduidig meer.
Binaire bestanden kunnen gewoonlijk alleen door specifieke computerprogramma's geïnterpreteerd worden.

## Specificaties
De beschrijving van een bestandsformaat wordt ook wel specificatie genoemd. Deze kan open zijn of leveranciersspecifiek. Sommige specificaties zijn door patenten beschermd. Niet-open formaten bemoeilijken veelal de uitwisseling van de gegevens tussen verschillende programma's en computers. Ook de toegankelijkheid van oude gegevens kan moeilijk zijn bij het gebruik van een dergelijk gesloten format, vooral als de leverancier van de betreffende software inmiddels niet meer bestaat.